# Ewangelia Ebionitów
Ewangelia Ebionitów – jedna z zaginionych apokryficznych ewangelii judeochrześcijańskich; powstała w kręgu wczesnych judeochrześcijan – ebionitów. Wierzyli oni w mesjanistyczne posłannictwo Jezusa, lecz zakładali, że Duch Święty spoczął na nim podczas chrztu w Jordanie, natomiast odrzucali myśl o poczęciu z Ducha Świętego. W ewangelii tej ebionici przeciwstawiają się listom św. Pawła, gdyż uważają się za judaistów, czyli uważają, że Prawo (Torę) należy w pełni zachowywać (obrzezanie, koszerność itd...).
Różnie jest podawana data powstania tej ewangelii – od okresu sprzed powstania ewangelii kanonicznych do połowy II wieku n.e. Fragmenty tej ewangelii cytował w końcu IV w. n.e. Epifaniusz z Salaminy. Fragmenty te ukazują Jana Chrzciciela jako wegetarianina, nazerejskiego nauczyciela i poprzednika Jezusa.
Ewangelia Ebionitów może być późniejszą przeróbką Ewangelii Hebrajczyków.